# Express.js
Express.js o simplemente Express es un entorno de trabajo para aplicaciones web en Node.js, de código abierto y con licencia MIT. Se utiliza para desarrollar aplicaciones web y APIs. El autor original es TJ Holowaychuk y la primera versión se lanzó el 2010. Express.js forma parte del programario  MEAN, juntamente con MongoDB, Angular.js y Node.js.

## Historia
- El primer lanzamiento fue el 22 de mayo de 2010 en la versión 0.12, según el repositorio GitHub de Express.js.
- En el 2014, la empresa StrongLoop adquiere el proyecto.[6]y se publica la versión 4.0[7]
- En el 2015 La empresa IBM absorbe StrongLoop.[8]
- En el 2016 IBM anuncia que traspasa el proyecto a la fundación Node.js.[9]
- En el 2024 se reactiva el proyecto con un nuevo TC (technical committee) [10]y finalmente se publica la versión 5.0[11]